# Comté d'Itasca
Pour les articles homonymes, voir Itasca.
Le comté d'Itasca est situé dans l’État du Minnesota, aux États-Unis. Il comptait 45 058 habitants en 2010. Son siège est Grand Rapids.

## Géographie
Le comté est nommé d'après le lac Itasca, dont le nom est le raccourci de l'expression latine veritas caput, c'est-à-dire "véritable tête", une référence à la source du fleuve Mississippi. À sa fondation en 1849, il recouvrait une surface plus vaste (correspondant à la plupart des comtés du nord-est du Minnesota) et contenait le lac Itasca. Ce n'est plus le cas maintenant, le lac étant situé dans le comté de Clearwater.
Le comté contient une partie des réserves indiennes de Bois Forte et de Leech Lake.

## Politique
En 2016, les électeurs de ce comté ouvrier votent majoritairement pour Donald Trump. C'est la première fois depuis 1928 qu'un candidat républicain y arrive en tête de l'élection présidentielle.

## Zones protégées
- Blackduck State Forest